# Саулкалне
Саулкалне (латис. Saulkalne) — населений пункт у Саласпілському краї Латвії. Розташований на правому березі річки Двіна, між містами Саласпілс та Ікшкіле (приблизно за 5 км від кожного), за 12 км від міста Огре та за 7 км від південно-східної околиці Риги.

## Забудова
У селищі збудовано 8 п'ятиповерхових житлових будинків (литовських проектів та 103-ї серії) та кілька триповерхових будівель; решта забудови приватна. На території Саулкальні розташований газобетонний завод, цементний завод, а також асфальтобетонний завод.
Є бібліотека, дитячий садок, медпункт, магазин «LATs» та пара невеликих приватних торгових точок.
На території селища Саулкалне за часів Першої світової війни проходили запеклі бої, на згадку про які на протилежному березі річки зведено пам'ятник полеглим героям. Автор пам'ятника - архітектор Ейжен Лаубе.

## Транспорт
Через Саулкалне проходить автомагістраль A6 Рига — Даугавпілс — Краслава — Патарнієки (кордон Білорусі), що є на ділянці Рига — Екабпілс частиною європейського маршруту.
Автобусне сполучення представлене міжміським маршрутом Рига — Огре та регіональним маршрутом № 6317 Рига — Саласпілс — Саулкалне.
Зупинний пункт Саулкалне на залізничній лінії Рига — Крустпілс.